# Educa TV (Ecuador)
Educa es un canal de televisión pública de Ecuador, fundado en el 2012 como un programa y en el 2013 como un canal independiente. Su programación se basa en espacios educativos. Es propiedad del Estado ecuatoriano a través del Ministerio de Educación. Es operado por Medios Públicos.

## Historia

### Como programa de televisión
El 1 de octubre de 2012, el Ministerio de Educación inauguró el programa de televisión Educa. Las transmisiones se dieron alrededor de 168 canales de televisión y en las cable operadoras del país. Los medios privados también comenzaron a emitir dicha franja, dirigidos al público infantil, juvenil y familiar.

### Como canal de televisión
Se lanzó de manera oficial el 2 de diciembre de 2014, en las frecuencias de los canales: 28 en Quito y 43 en Guayaquil. Se realizó un gran evento en las Unidades Educativas Réplica 24 de Mayo en Quito y en Aguirre Abad en Guayaquil. Fue inaugurado por el ministro de Educación Augusto Espinosa. Mónica Maruri, es la gerente del proyecto “Educa”.